# 有馬山丸
有馬山丸（ありまさんまる）は、三井物産船舶部が1937年に建造した高性能貨物船。日本の外国航路商船の中で第二次世界大戦（太平洋戦争、大東亜戦争）を生きのびた数少ない船であり、戦前戦後を通じてニューヨーク航路で活躍した。1953年には日本最初の実用的なターボチャージャー付き船舶用ディーゼルエンジンを搭載した。

## 建造
本船は、三井物産船舶部（後の三井船舶）が吾妻山丸級貨物船、阿蘇山丸級貨物船に次ぐ高速貨物船として計画した。1936年（昭和11年）末に三井物産造船部（後の三井E&S）玉工場で起工された。建造費用は、スクラップアンドビルド方式の造船振興策である第三次船舶改善助成施設の対象船として政府の補助を受けている。本船と引き換えに解体見合い船として指定された古船として、自社持ち船の中から以下の2隻を充当したが、国際情勢悪化により船腹不足が懸念されたため、解体期限延長の末いずれも戦没した。
| 解体見合い船名 | 船主           | 総トン    | 進水年 | 建造所                            | 備考     |
| -------------- | -------------- | --------- | ------ | --------------------------------- | -------- |
| 金華山丸       | 三井物産船舶部 | 4,980トン | 1911年 | Sir Raylton Dixon & Co.(イギリス) | [ 注 1 ] |
| 高雄山丸       | 三井物産船舶部 | 2,076トン | 1911年 | J. Priestman & Co.(イギリス)      | [ 注 2 ] |

本船は1937年（昭和12年）4月に進水して「有馬山丸」と命名、同年7月に竣工。船名の「有馬山丸」は三井物産所有船の「○○山丸」という命名慣例に則っており、頭文字がAである点は同社のニューヨーク・ライナー（後述）に共通する。
設計的にはパナマ運河経由のニューヨーク定期航路用の通称「ニューヨーク・ライナー」と呼ばれる高速大型貨物船群に属する。三井物産船舶部・三井船舶は4クラス計9隻のニューヨーク・ライナーを建造したが、本船はそのうちの第3グループ3隻の1番船にあたる。船体寸法は第2グループである阿蘇山丸級貨物船と同規模だが、主機関のディーゼルエンジンは出力を強化されている。船首楼・船尾楼・船央楼を備えた三島型の船体デザインで起工されたが、途中で船首楼付き平甲板型に設計変更された。また、392立方メートルの大容量冷蔵庫や豪華な旅客設備も本船の特徴である。
竣工時には、最上部の甲板に甲板下の空間を総トン数（船内容積）から除外するための非水密ハッチ（減トン開口）を設けてあり、最上部の甲板が完全な水密構造ではない遮浪甲板型だった。これはパナマ運河の通航料算定基礎である総トン数を抑えることにより通航料を節減する設計上の工夫で、竣工時の総トン数は本来より2,000トン以上少ない6,552トンと称していた。後に遮浪甲板下の空間も通航料算定基礎に加えるよう基準が改定されたため、減トン開口部を閉鎖して通常の平甲板型に変わっている。

## 運用

### 戦前
1937年7月30日に「有馬山丸」は横浜港を出港、サンフランシスコ経由ニューヨーク行きの処女航海に就いた。以後、ニューヨーク定期航路に就航する。本船及び姉妹船の「浅香山丸」「熱田山丸」の就航により、三井船舶のニューヨーク定期航路は昭和13年上期（1937年10月-1938年3月）から月2便に増発された。特殊な積荷を運んだ経験として、1938年（昭和13年）4-9月にはサンペドロからの輸入航空機輸送、1940年（昭和15年）10月-1941年（昭和16年）3月には「天城山丸」とともに2600万ドルの正貨輸送に従事したことがある。
「有馬山丸」は、運航中に海難事故と遭遇することが多い船であった。1938年5月にはロサンゼルスで貨物船「ウォルター・A・リュッケンバッハ」と衝突して6番船倉に浸水。1941年4月にはニューヨークへ向かう途中でケープコッドのケープコッド運河南方で座礁して入渠修理を受けている。これ以降にも後述のように衝突や座礁を繰り返した。

### 戦中
1941年末からの太平洋戦争・大東亜戦争では他のニューヨーク・ライナーと同様に軍用船として使用され、当初は海軍、後に陸軍の輸送任務に従事したようである。戦争中期まで本船の戦時記録は乏しく、行動状況は不明点が多い。1942年（昭和17年）9月13-21日には六連島発・シンガポール行きの陸軍部隊・物資輸送、同年11月11-19日にも門司発・シンガポール行きの陸軍部隊輸送に従事したことが確認できる。1943年（昭和18年）5月8日に、徴用を受けないでも船員が海軍軍属に準じた待遇となる海軍指定船へと指定された。
戦争後期の1944年（昭和19年）には日本本土からシンガポールやフィリピン方面への陸軍部隊・軍需品輸送に従事した。2月16日にヒ船団の一つであるヒ45船団へ加入して門司発、同月27日にシンガポールへ到着。3月29日には人員・軍需品を積んでヒ54船団へ加入してシンガポール発、サンジャックで後続のヒ56船団と合流して4月24日に門司へ帰還。5月29日に部隊輸送任務で加入したヒ65船団では、門司を出てシンガポールへ南下中の6月2日にバシー海峡でアメリカ潜水艦「ピクーダ」の襲撃を受け、魚雷を避けようとした際に陸軍特殊船「神州丸」の船尾に衝突してしまった。衝突により「神州丸」が自衛用に装備していた爆雷が起爆したため「神州丸」は大破して約200人が死亡、本船も小破して人員25人を失い、高雄港で船団から除外された。その後、マニラに進出して6月18日にマニラ発、同月25日にミリでミシ03船団に加入して同月末にシンガポールへ到着し、同地で修理を受けている。
1944年8月4日、戦列復帰した本船はヒ70船団に加入してシンガポールを発ち、同月15日に門司へ帰還した。10月26日に門司発のヒ79船団に加入、11月9日にシンガポールへ到着。折り返し、同月17日にシンガポール発のヒ80船団へ加入して北上するが、途中同月27日に船団から分離されて高雄へ回航。ボーキサイト5,500トン・重油1,600トン・生ゴム278トンなどの積荷を降ろして、代わりにフィリピン行きの人員3,942人・物資6,652立方メートルなどを乗せた。当時、フィリピン方面ではレイテ島の戦いの最中で、日本軍にとって緊急の増援輸送が必要な情勢であった。12月5日に高雄でマニラ行きのタマ35船団に加わった「有馬山丸」は同月11日にマニラへ到着。レイテ島北部への逆上陸を目指す決号作戦の強行輸送である第10次多号作戦への参加を命じられ、当時残り少ない優秀船の貨物船「和浦丸」（三菱汽船：6804総トン）および貨客船「日昌丸」（南洋海運：6526総トン）とともにマニラに待機したが、出撃予定日当日の12月14日に作戦中止となった。「有馬山丸」は高雄へ戻ることになり、12月18日にB-24爆撃機の空襲を受けて損傷しつつも19日に高雄へ着いた。高雄で人員1,549人・ブタノール原料糖2,208立方メートルなどを収容し、基隆港を経由して翌年1月18日に門司へ帰還している。
末期の1945年（昭和20年）に入ると、「有馬山丸」は門司・釜山間を一往復と大阪港への輸送任務の後、「和浦丸」とともに陸軍病院船として徴用された。2月末から3月にかけて三井造船玉野工場で赤十字標識など所要の改装工事を受け、連合国側に対しても正規病院船として通告されている。病院船として日本と分断状態のシンガポールの間を一往復した後、日本海へ移動して終戦の日を迎えた。8月24日に徴用解除となっている。戦時中の船員の戦死者は2人であった。開戦前に各社合計で55隻が存在したニューヨーク・ライナー系の優秀貨物船のうち、終戦時に稼働状態にあったのは本船のみである。日本商船全体で見ても外国航路商船で健在だったのは本船のほか「氷川丸」と「日昌丸」程度しか無かった。

### 戦後
三井船舶唯一の残存優秀船であった「有馬山丸」は、戦後初期の遠洋航海の主力として活躍した。GHQの日本商船管理局（en:Shipping Control Authority for the Japanese Merchant Marine, SCAJAP）によりSCAJAP-A016の管理番号を与えられた「有馬山丸」は、復員兵・引揚者輸送のため南方各地へ赴いた。例えば、1946年（昭和21年）7月-10月の第6次航海ではシンガポール経由でラングーンへ往復している。1948年（昭和23年）8月には防波堤として活用されることとなった東城丸（大連汽船、10,045トン）を八戸港まで曳航している。船舶運営会による統制下でタイ産米の輸入にも従事したが、横浜帰港時の1949年（昭和24年）4月25日に座礁事故を起こした。1950年（昭和25年）10月には、朝鮮戦争の影響でフィリピン産の砂糖輸送のためニューヨークへの不定期航路に配船され、戦後の日本船として初めてのニューヨーク入港を果たしている。その後、川崎汽船の「聖川丸」による北米不定期航路再開（1950年8月）の実績をふまえニューヨーク定期航路再開の申請がなされ、1951年（昭和26年）6月に「有馬山丸」による月1便の待望のニューヨーク定期航路再開が実現した。
1953年（昭和28年）7月には、主機関をターボチャージャー付きのディーゼルエンジンに換装する改装工事を受けた。新造時と同じバーマイスター・アンド・ウェイン（B&W）が開発したエンジンで、実用的なターボチャージャー付き船舶用ディーゼルエンジンとしては日本で初めての搭載例であった。
1959年（昭和34年）に本船は三井船舶から東海海運へ売却。1966年（昭和41年）1月20日には新栄船舶の設立に伴い同社に売却。同年8月には「桂川丸」と改名した。1968年（昭和43年）には朝日海運へ譲渡され、「朝久丸」と改名されている。1970年（昭和45年）2月に解体のため深田サルベージに売却され、同社により解体が開始。同年5月15日に解体完了となった。